# المعامل (بدبدة)

تعديل مصدري - تعديل

المعامل هي إحدى قرى عزلة بني شاكر بمديرية بدبدة التابعة لمحافظة مأرب، بلغ تعداد سكانها 186 نسمة حسب تعداد اليمن لعام 2004.